# Octav Mayer
Octav Mayer (Mizil, 5 de outubro [Calend. juliano: 22 de setembro] 1895 – Iași, 9 de setembro de 1966) foi um matemático romeno, o primeiro a obter um doutorado na Romênia..
Obteve um doutorado na Universidade de Iaşi em 1920, orientado por Alexander Myller, com a tese Contributions à la théorie des quartiques bicirculaires.
O Institutul de Matematica Octav Mayer da Academia Romena é denominado em sua memória.